# Batelo
Batelo est une localité de Sao Tomé-et-Principe située au nord de l'île de Sao Tomé, dans le district de Lobata.

## Population
Lors du recensement de 2012, 161 habitants y ont été dénombrés.

## Culture
Une troupe (tragédia) de tchiloli y était domiciliée.